# Calliteara cox
Calliteara cox är en fjärilsart som beskrevs av Alexander Schintlmeister 1994. Calliteara cox ingår i släktet harfotsspinnare, och familjen tofsspinnare. Inga underarter finns listade i Catalogue of Life.